# Rouziers
Rouziers är en kommun i departementet Cantal i regionen Auvergne-Rhône-Alpes i mitten av Frankrike. Kommunen ligger  i kantonen Maurs som ligger i arrondissementet Aurillac. År 2022 hade Rouziers 110 invånare.

## Befolkningsutveckling
Antalet invånare i kommunen Rouziers
Referens:INSEE